# Рекуерда (Сорія)
Рекуерда (ісп. Recuerda) — муніципалітет в Іспанії, у складі автономної спільноти Кастилія-і-Леон, у провінції Сорія. Населення — 90 осіб (2010).
Муніципалітет розташований на відстані близько 130 км на північний схід від Мадрида, 55 км на південний захід від Сорії.
На території муніципалітету розташовані такі населені пункти: (дані про населення за 2010 рік)
- Галапагарес: 14 осіб
- Мосарехос: 2 особи
- Ногралес: 7 осіб
- Ла-Перера: 20 осіб
- Рекуерда: 47 осіб

## Демографія
Динаміка населення (INE ):

## Галерея зображень

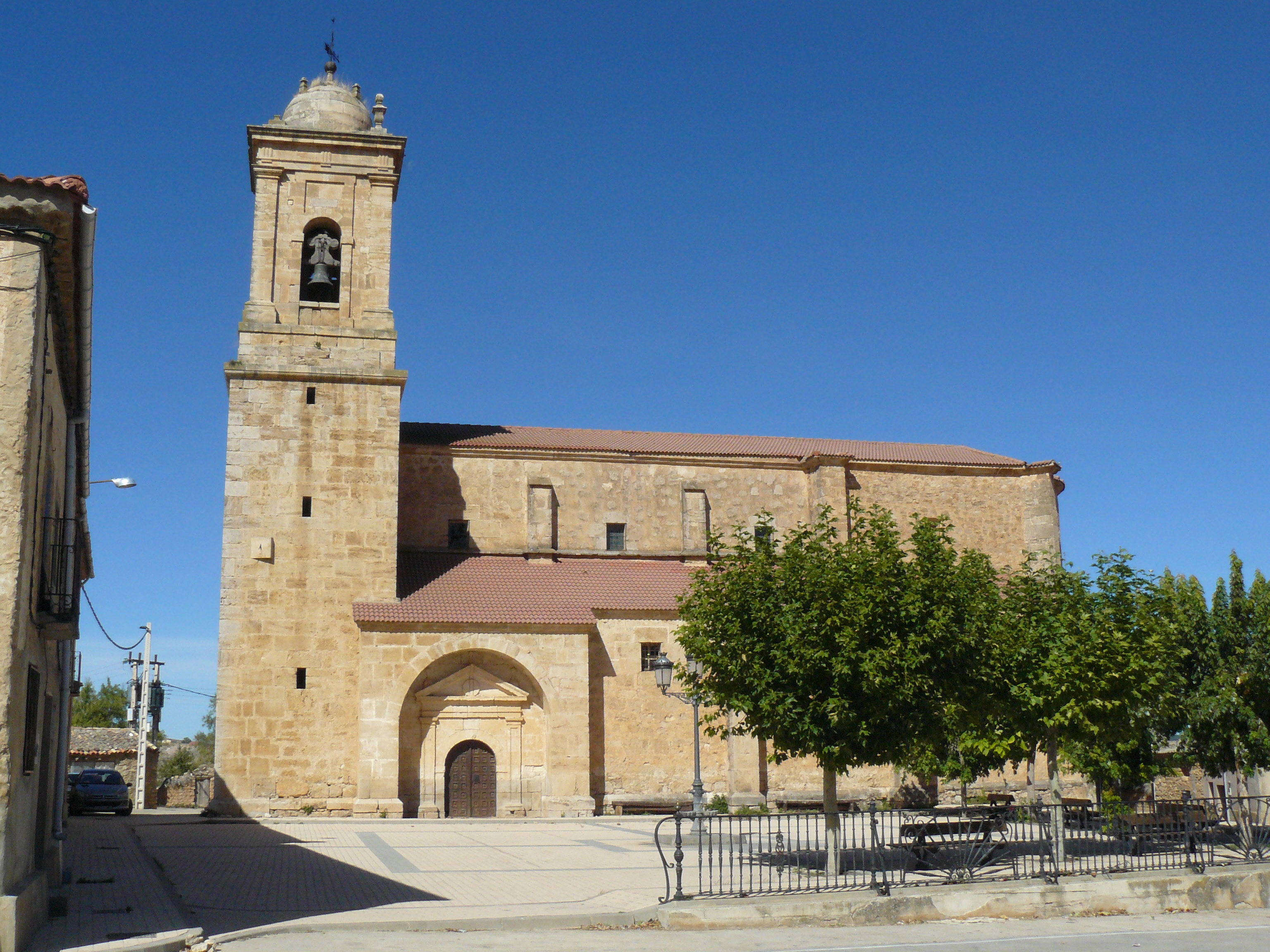
Церква Сан-Бернабе
Розташування муніципалітету Рекуерда